# 哈里遜溫泉
哈里遜溫泉（英語：Harrison Hot Springs）是加拿大卑詩省西南部菲沙河谷地區一條村落，北面瀕臨哈里遜湖南岸，其餘三邊則由肯特區包圍。據2011年加拿大人口普查所示，哈里遜溫泉村內人口為1468人。
哈里遜溫泉原稱聖雅麗斯泉（St. Alice's Well），以卑詩首任總督占士·道格拉斯（James Douglas）其中一個女兒命名。該處後來以哈里遜湖之名改為現稱；哈里遜湖本身則以哈德遜灣公司高層本傑明·哈里遜（Benjamin Harrison）命名。加拿大太平洋鐵路開通後帶動了當地的旅遊業，當局遂於1888年劃下哈里遜溫泉鎮址，而哈里遜溫泉郵局則於1889年3月22日啓用。哈里遜溫泉再於1949年正式設立地方行政架構，建制為村。卑詩省政府於1960年代設立區域局的行政等級後，哈里遜溫泉原屬菲沙-奇姆區域局（Fraser–Cheam Regional District）；此區域局於1995年12月解散後，哈里遜溫泉轉歸新成立的菲沙河谷區域局，並維持至今。
卑詩省9號公路的北端起點位於哈里遜溫泉，往南經肯特區的阿加斯社區橫越菲沙河，並於智利域駁上卑詩省1號公路（橫加公路）。村内只得一條巴士線，由智利域市中心經阿加斯社區前往哈里遜溫泉。

## 外部連結
- 维基共享资源上的相關多媒體資源：哈里遜溫泉
- （英文）Welcome to the Village of Harrison Hot Springs－哈里遜溫泉村政府官方網站